# تیم مینچین
تیموتی دیوید «تیم» مینچین (زاده ۷ اکتبر ۱۹۷۵) یک استرالیایی زاده بریتانیا، کمدین، نویسنده و موسیقیدان است.
مینچین بیشتر به خاطر کمدی‌های موسیقایی‌اش مشهور است. بعد از پرورش در پرت در استرالیای غربی، او در دانشگاه استرالیای غربی و واپا تحصیل کرد. وی در سال ۲۰۰۲ به ملبورن نقل مکان کرد. نمایش «نیمه تاریک» او را در مقابل دید عموم گذاشت، و در فستیوال بین‌المللی کمدی ملبورن در سال ۲۰۰۵ و فستیوال فرینج ادینبرو در ۲۰۰۵ به موفقیت دست یافت. از سال ۲۰۱۳، مینچین نقش یک ستاره راک به نام آتیکوس فتچ را در سریال کالیفرنیکیشن بازی کرده‌است.
مینچین پس‌زمینه کار در تئاتر دارد و در نقش‌های مختلف در تلویزیون استرالیا فعالیت کرده‌است. یک فیلم مستند دربارهٔ مینچین به نام نرد راک اند رل در سال ۲۰۰۸ منتشر شد. او آهنگ‌ساز و ترانه‌سرای موزیکال‌هایی چون ماتلیدا بر اساس کتاب رولد دال، رمان ماتیلدا بوده‌است.
او همچنین در فیلم رابین هود بازی کرده‌است و در انیمیشن بازگشت به اوت‌بک به عنوان گوینده حضور داشته‌است.